# باربورا بوبولوفا
باربورا بوبولوفا (بالإيطالية: Barbora Bobuľová)‏ هي ممثلة إيطالية. ولدت في 29 أبريل 1974 في مارتن، سلوفاكيا. عاشت وعملت بشكل رئيسي في إيطاليا.

## الحياة السابقة

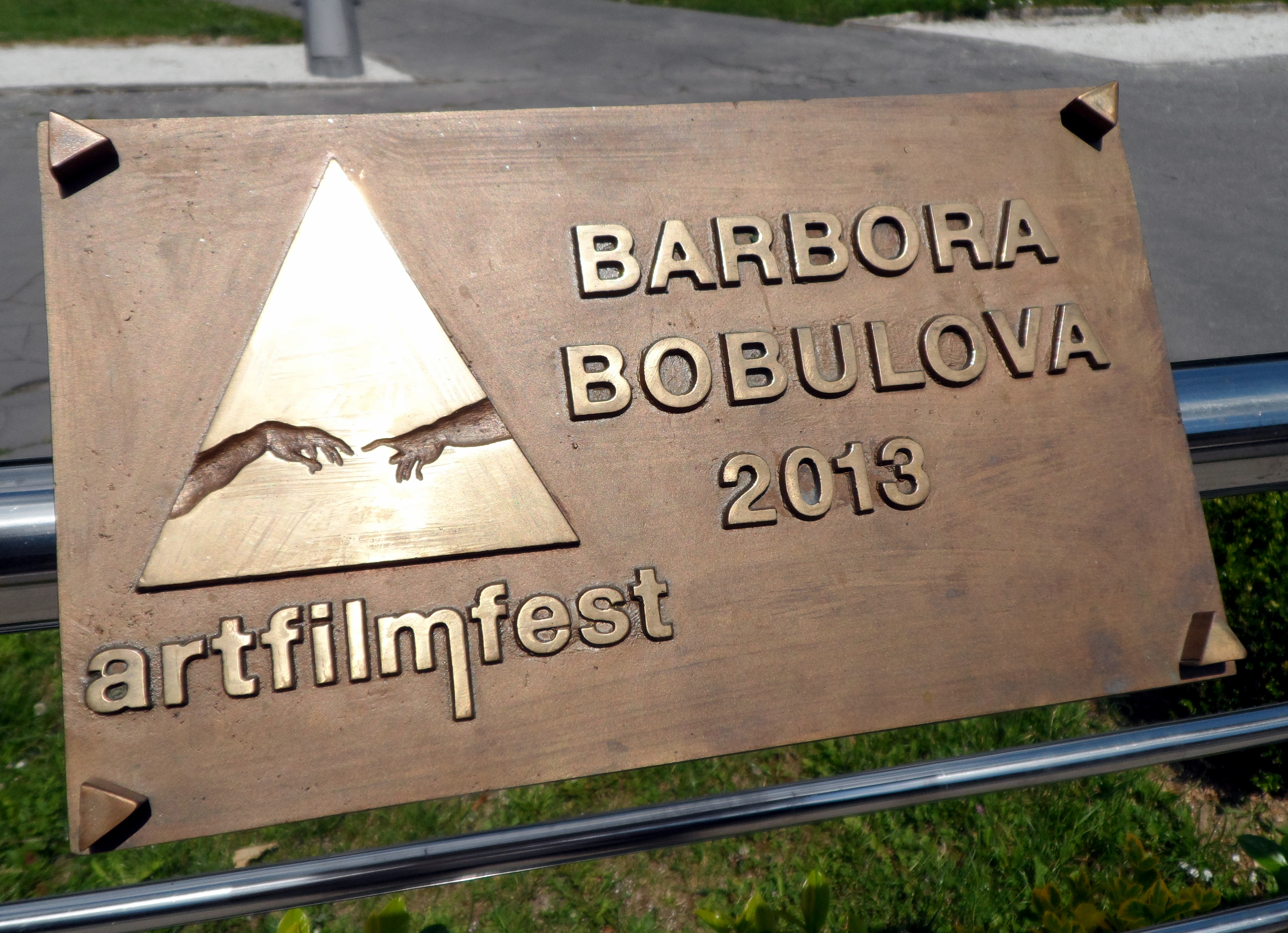
لوحة نحاسية: "جائزة مهمة الممثل". مهرجان الفيلم الفني الدولي، ترينتشيانسكي تيبليس 2013

ولدت بوبولوفا في مارتن، وتدربت في أكاديمية الدراما الوطنية في براتيسلافا قبل الانتقال إلى إيطاليا في عام 1995. ظهرت لأول مرة في فيلمها الطويل في الفيلم الإيطالي أمير هومبورغ، الذي تم اختياره لتمثيل إيطاليا في مهرجان كان السينمائي عام 1997. 

## روابط خارجية
- باربورا بوبولوفا على موقع IMDb (الإنجليزية)
- باربورا بوبولوفا على موقع ألو سيني (الفرنسية)
- باربورا بوبولوفا على موقع أول موفي (الإنجليزية)
- باربورا بوبولوفا على موقع قاعدة بيانات الأفلام السويدية (السويدية)
- باربورا بوبولوفا على موقع ديسكوغز (الإنجليزية)
- باربورا بوبولوفا على موقع قاعدة بيانات الفيلم (الإنجليزية)
- باربورا بوبولوفا على موقع كينوبويسك (الروسية)